# Emma Mäkinen
Emma Mäkinen, född 1849, död 1915, var en finländsk pedagog och feminist. Hon grundade Finlands första skyddshem för kvinnor och barn i Helsingfors, och var dess föreståndare 1880–1915.